# Michael Niehaus
Michael Niehaus (* 20. Januar 1959 in Bonn) ist ein deutscher Germanist und Literaturwissenschaftler.

## Leben
Nach der Promotion 1993 an der Universität Essen zum Dr. phil. und der Habilitation in Essen 2001 lehrte er als Professor von 2010 bis 2014 an der TU Dortmund und seit 2014 an der FernUniversität Hagen.
Seine Forschungsschwerpunkte sind Literaturtheorie / Literaturgeschichte: Erzählliteratur des 19. Jahrhunderts, Erzähltheorie, Interpretationstheorie, Klassische Moderne / Gegenwartsliteratur, Familienkommunikation im Drama und Kulturtheorie / Medientheorie: Literatur – Institution – Sprechakt, Intermediale Narratologie, Theorie der Subjektposition, Fernsehen und Institutionalität, Narrative Strukturen.

## Schriften (Auswahl)

### Als Autor
- „Ich, die Literatur, ich spreche...“. Der Monolog der Literatur im 20. Jahrhundert. Königshausen und Neumann, Würzburg 1995, ISBN 3-88479-969-X.
- Autoren unter sich. Walter Scott, Willibald Alexis, Wilhelm Hauff und andere in einer literarischen Affäre. Synchron Verlag, Heidelberg 2002, ISBN 3-935025-36-X.
- Das Verhör. Geschichte – Theorie – Fiktion. Fink, München 2003, ISBN 3-7705-3827-7. Digitalisat
- Mord, Geständnis, Widerruf. Verhören und Verhörtwerden um 1800. Posth Verlag, Bochum 2006, ISBN 3-9810814-0-4.
- Das Buch der wandernden Dinge. Hanser, München 2009, ISBN 978-3-446-23405-5.
- Erschöpfendes Interpretieren. Eine exemplarische Auseinandersetzung mit Heinrich von Kleists Erzählung „Das Bettelweib von Locarno“. Kulturverlag Kadmos, Berlin 2013, ISBN 3865991831.
- Was ist ein Format? Wehrhahn Verlag, Hannover 2018, ISBN 978-3-86525-587-7.

### Als Herausgeber
- mit Rüdiger Campe: Gesetz. Ironie. Festschrift für Manfred Schneider. Synchron Verlag, Heidelberg 2004, ISBN 3-935025-62-9.
- mit Christian Lück, Peter Risthaus, Manfred Schneider: Archiv des Beispiels. Vorarbeiten und Überlegungen. Diaphanes, Zürich/Berlin 2013, ISBN 978-3-03734-252-7.
- mit Claudia Öhlschläger: W. G. Sebald Handbuch. Leben – Werk – Wirkung. J.B. Metzler, Stuttgart 2017, ISBN 978-3-476-02562-3.